# ヴォルカン・シェン
ヴォルカン・シェン（Volkan Şen、1987年7月7日  - ）は、トルコ・ブルサ出身のプロサッカー選手。トルコ代表。コンヤスポル所属。ポジションは、ミッドフィールダー。

## クラブ経歴
地元クラブのブルサ・メリノスポルでプレーを始め、まもなくブルサスポルの下部組織に移籍。2005年、18歳でブルサスポルとプロ契約を交わした。
2011年8月、トラブゾンスポルに4年契約で移籍。
2015年、フェネルバフチェSKに移籍。
2017年、トラブゾンスポルに復帰。

## 代表歴
2010年3月3日に行われたホンジュラス代表との親善試合で初キャップ。UEFA EURO 2016ではトルコ代表の一員として参加した。2016年11月11日の2018 FIFAワールドカップ・ヨーロッパ予選・コソボ代表戦で初ゴール。

### ゴール
2017年6月11日現在
| #  | 開催日         | 会場                       | 対戦国 | スコア | 結果 | 試合概要                    |
| -- | -------------- | -------------------------- | ------ | ------ | ---- | --------------------------- |
| 1. | 2016年11月11日 | アンタルヤ・アレーナ       | コソボ | 2-0    | 2-0  | 2018 FIFAワールドカップ予選 |
| 2. | 2017年6月11日  | ロロ・ボリーチ・スタジアム | コソボ | 0-1    | 1-4  | 2018 FIFAワールドカップ予選 |

## タイトル

### クラブ
ブルサスポル
- スュペル・リグ: 2009-2010